# Teatro Bourla
El Bourlaschouwburg es un teatro en el Theaterbuurt en el centro de Amberes con aproximadamente 900 asientos de ocupación. Fue construido en estilo neoclásico en el sitio del antiguo Tapissierspand.

## Historia
Fue encargado por la ciudad y diseñado en 1827 por el arquitecto municipal Pierre Bruno Bourla. Su construcción se inició en 1829, pero se retrasó por la Revolución belga. El estudio parisino de Humanité René Philastre y Charles-Antoine Cambon recibieron el encargo de decorar el interior y construir la maquinaria del teatro. Se completó finalmente en 1834 y se inauguró el 1 de septiembre de ese año con el nombre de Grand Théâtre o Théâtre Royal Français, en honor a la compañía francófona que actuó en él.
En 1865 el interior sufrió por primera vez una importante reforma, aumentando la capacidad de 1300 a 2000 plazas. Renovaciones posteriores tuvieron lugar en 1904 y 1913. En 1933 el nombre del teatro cambió de Théâtre Royal Français a Koninklijke Nederlandse Schouwburg, en honor a la compañía de teatro de la ciudad del mismo nombre que vivía allí.
En 1980 cerró sus puertas. En 1991 se inició una renovación tanto del interior como de las fachadas, conservando la maquinaria teatral de valor histórico. Fue reinaugurado en 1993, cuando Amberes era Capital Europea de la Cultura.
Desde 1994 alberga Toneelhuis, que es una fusión entre las empresas de Amberes Koninklijke Nederlandse Schouwburg y Blauwe Zondag Compagnie.
Simuló ser una ópera en la temporada 2 de la serie La casa de Anubis, realizándose las grabaciones en 2007 aquí y en sus alrededores.

## Maquinaria
La torre del escenario contiene la maquinaria teatral de madera original de 1834. El hecho de que esta maquinaria aún pueda funcionar completamente es único en Bélgica y raro en Europa. Fue incluida entre los 7 sitios patrimoniales más amenazados de Europa por Europa Nostra en 2014. Se hizo imperativa la búsqueda de un compromiso entre las posibilidades que ofrecía la auténtica maquinaria teatral y las necesidades técnicas de una compañía de teatro contemporánea. Con este fin, se realizó un estudio de factibilidad y se llevó a cabo una investigación más profunda. En 2017, dos estudios de arquitectura de Londres (DRDH Architects y Julian Harrap Architects) desarrollaron un plan maestro para una restauración y renovación que combina las necesidades de un teatro contemporáneo con un enfoque respetuoso del pasado. Ese plan fue propuesto el 16 de marzo de 2018. El plan propone que la maquinaria del teatro histórico en su totalidad se conserve y se pueda utilizar para representaciones históricas, mientras que la nueva maquinaria controlada por computadora todavía se puede instalar en el escenario con solo modificaciones mínimas al mecanismo histórico. En su plan, los arquitectos también quieren aplanar y bajar el escenario inclinado y brindar una mayor comodidad para más espectadores. La implementación de los planes está prevista entre 2019 y 2024.